# Horticultural Hall (Lake Geneva)
L'Horticultural Hall è un centro conferenze di Lake Geneva nel Wisconsin, elencato nel National Register of Historic Places, costruito nel 1911 come sede di riunione per i giardinieri professionisti che lavoravano nelle proprietà vicine.
Nel 1968 servì come sede per la prima Gen Con, organizzata da Gary Gygax e per le successive edizioni fino a che non furono spostate al campus dell'University of Wisconsin–Parkside a Kenosha, sempre nel Wisconsin, nel 1978.
L'edificio è stato inserito nel National Register of Historic Places nel 1999 con il codice 99001220.